# 자카르타 국제 승마 공원
자카르타 국제 승마 공원(영어: Jakarta International Equestrian Park / JIEP, 인도네시아어: Pacuan Kuda Pulomas)은 인도네시아 자카르타 풀로마스에 위치한 승마 경기장이다.
기존에 있었던 승마 경기시설로 2017년부터 1년 동안 리모델링 공사를 거쳤으며, 2018년 8월 2일에 공식 재개장하였다. 2018년 아시안 게임에서는 승마 종목 경기장으로 활용될 예정이다. 총면적은 35만 제곱미터에 달하며, 객석 수용규모는 1,500석이다. 마굿간 시설은 2층 규모로 156필을 수용할 수 있으며, 그밖에 선수촌, 수의실, 훈련장 등을 갖추고 있다.
자카르타 국제 승마 공원은 장애인 친화시설로서 세계동물보건기구와 유럽연합으로부터 국제 인증을 받았다. 2018년 아시안 게임을 치른 이후에는 회의장, 결혼식장, 콘서트장, 미술 전시회장 등으로 활용될 전망이다.